# Harsa obnixa
Harsa obnixa är en plattmaskart som beskrevs av Marcus E 1951. Harsa obnixa ingår i släktet Harsa och familjen Placorhynchidae.
Artens utbredningsområde är Nordsjön. Inga underarter finns listade i Catalogue of Life.